# Аврелії (рід)
Авре́лії (лат. Aurelii, від лат. aureus — «золотий»)  — відомий плебейський рід у Стародавньому Римі. Чоловіча форма імені — Аврелій (лат. Aurelius), а жіноча — Аврелія (лат. Aurelia).
У Капітолійських фастах імена представників роду з'являються з сер. III ст. до н. е., тоді ж рід увійшов до нобілітету Римської республіки. Рід значно посилився з 70-х років I ст. до н. е. і здобув особливий вплив у період ранньої Римської імперії.
Представниками роду побудовано Авреліїв трибунал на римському форумі, дорогу Аврелія (лат. Via Aurelia): Рим-Цере-Піза (через Етрурію), Форум Аврелія, місто в Етрурії.
Його когноменами були: Котта, Скавр, Руф, Фульв, Орест, Сіммах.

## Найвідоміші Аврелії
Гай Аврелій Котта:
- Гай Аврелій Котта — перший відомий представник роду (Homo novus),[1] консул 252 та 248 років до н. е., учасник Першої Пунічної війни, за успіхи в якій удостоєний тріумфу.
- Гай Аврелій Котта, консул 200 року до н. е., воював з галлами у Північній Італії.
- Гай Аврелій Котта, консул 75 року до н. е., відомий красномовець.

Луцій Аврелій Орест:
- Луцій Аврелій Орест, консул 157 року до н. е.
- Луцій Аврелій Орест, консул 126 року до н. е., успішно придушив повстання на Сардинії, за що отримав тріумф.
- Луцій Аврелій Орест, консул 103 року до н.е.

Луцій Аврелій Котта:
- Луцій Аврелій Котта, консул 144 року до н. е.

- Луцій Аврелій Котта, консул 119 року до н. е., прихильник партії оптиматів. Дід по матері Юлія Цезаря.
- Марк Аврелій Скавр, консул 108 року до н.е, загинув у битві з кімбрами у 105 році до н. е.
- Луцій Аврелій Котта, народний трибун 95 року до н. е.
- Луцій Аврелій Котта, претор 70 року до н. е., консул 65 року до н. е., цензор 64 року до н. е., друг Марка Цицерона, прихильник Гая Юлія Цезаря, квіндецемвір, автор закону про складання судових комісій з сенаторів, вершників та ерарних трибунів.

Аврелія Котта (120 до н. е. — 54 до н. е.), римська матрона, мати Юлія Цезаря.
Аврелія Орестілла, 2-га дружина Луція Сергія Катиліни.
- Марк Аврелій Котта Мессалін, сенатор, друг Овідія.
- Тіт Аврелій Фульв, консул 85 року, дід імператора Антоніна Пія.
- Тіт Аврелій Фульв, батько імператора Антоніна Пія.
- Марк Аврелій Антонін, римський імператор з 161 до 180 року.
- Секст Аврелій Віктор, консул 369 року, історик.
- Квінт Аврелій Сіммах, консул 446 року.
- Квінт Аврелій Меммій Сіммах, консул 485 року.